# An Inconvenient Truth (livro)
Inconvenient Truth ou Uma Verdade Inconveniente: A Emergência Planetária do aquecimento global e o que podemos fazer sobre isso é um livro criado em 2006 por Al Gore lançado em conjunto com o filme An Inconvenient Truth. É publicado pela Rodale Press em Emmaus, Pennsylvania, nos Estados Unidos.

## História
Foi criado baseado nas palestra de Gore durante uma turnê sobre o tema do aquecimento global. O editor do texto afirma que o livro, "reúne pesquisa de ponta dos maiores cientistas de todo o mundo, fotografias, gráficos e outras ilustrações; e anedotas pessoais e observações para documentar o ritmo rápido e amplo do aquecimento global."  Michiko Kakutani argumenta no New York Times que o livro tem suas "raízes sobre uma apresentação de slides. Ele não pretende lidar com as alterações climáticas com o tipo de detalhe e análise minuciosa" dado por outros livros sobre o assunto " ele é ainda, como uma introdução de fácil utilização para o aquecimento global e um resumo sucinto de muitos dos argumentos centrais estabelecidas nesses outros volumes". Uma Verdade Inconveniente "está lúcido, angustiante e sem rodeios ele é eficaz". (tradução livre dos comentários) 

Em 2009, a versão do audiobook, narrado por Beau Bridges, Cynthia Nixon e Blair Underwood, ganhou o Prêmio Grammy de Melhor áudio livro no mundo.